# همیشه‌سبز (فیلم)
همیشه‌سبز (انگلیسی: Evergreen) فیلمی در ژانر موزیکال به کارگردانی ویکتور ساویل است که در سال ۱۹۳۴ منتشر شد. از بازیگران آن می‌توان به جسی متیوز و بتی بالفور اشاره کرد.